# 청룡언월도

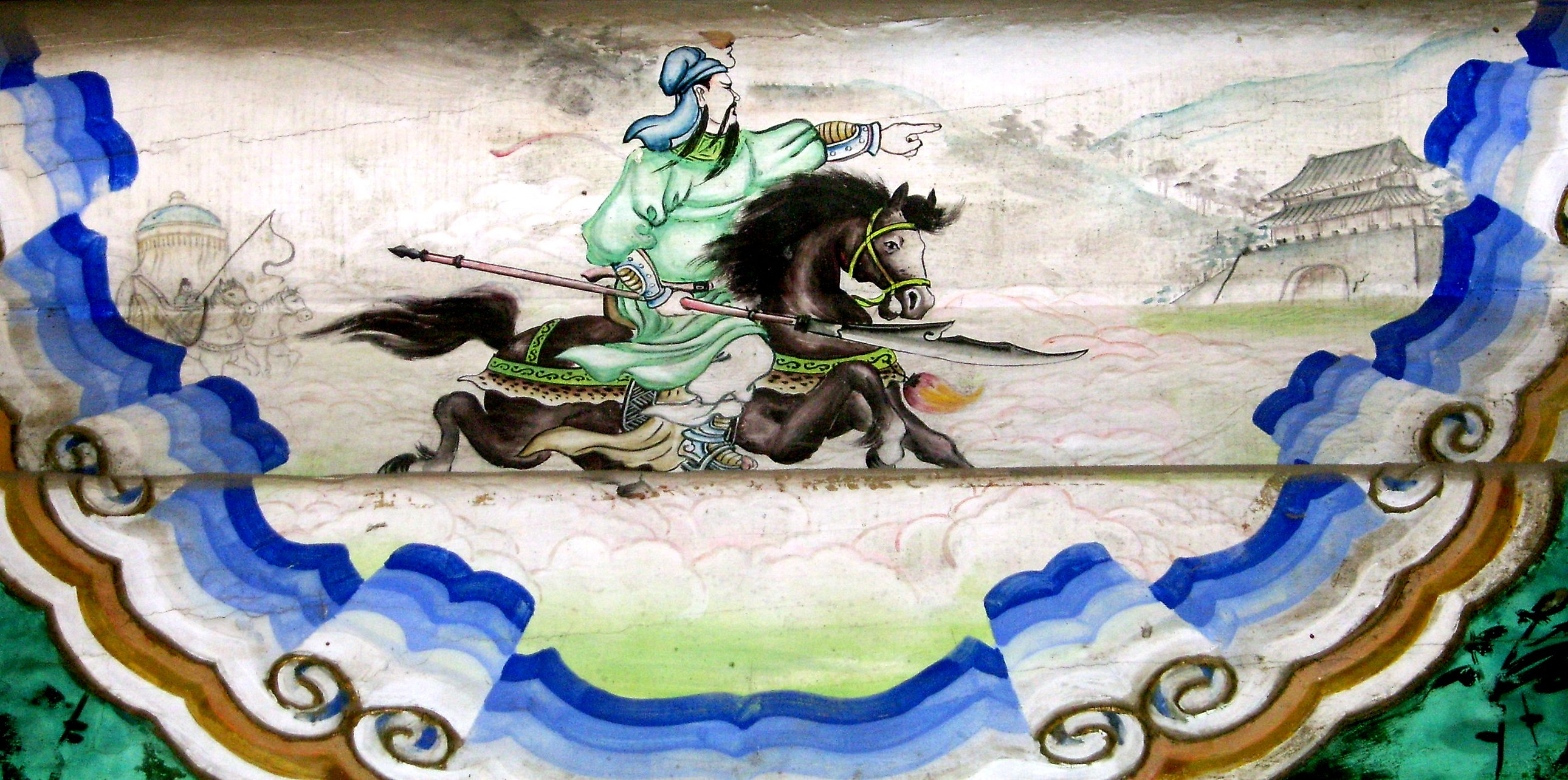
관우와 청룡언월도

청룡언월도(靑龍偃月刀)는 언월도(偃月刀)의 일종으로, 줄여서 청룡도(靑龍刀)라고 하기도 한다. 청룡이 한마리 새겨져 있어서 이러한 이름이 붙게 되었다. 다른 명칭으로는 설원에서 계속되는 전투로 붉은 피로 된 얼음 막이 생겼다는 것에서 유래한 냉염거(冷艶鋸)이다.
《삼국지연의》에 따르면, 장세평(張世平)이라는 상인에게 받은 강철을 이용해서, 유비(劉備), 장비(張飛)와 거병시에 마을 대장간에서 만들었다고 한다. 무게는 82근(그때 무게로 약 49.2kg 킬로그램)에 달했다고 한다. 형주(荊州) 함락 후, 관우는 아들인 관평(關平)과, 부하 주창(周倉) 등과 같이 맥성(麥城)에서 농성을 했지만, 이후 여몽(呂蒙)에게 사로잡혀 처형당한다. 이후, 관우를 사로잡은 반장(潘璋)이 포상으로 받게 되지만, 훗날 관우의 아들인 관흥(關興)에게 쫓길 무렵 관우의 망령에 놀라면서 관흥에 의해 참수당하게 되었다. 그 뒤에는 관흥이 대를 이어 소유하게 되었다.
하지만, 청룡언월도 형태의 무기가 나타난 것은 송나라 이후이기 때문에 관우가 이 무기를 실제로 사용했을 리는 없으며, 진수(陳壽)가 기록한 정사 《삼국지》에서도 등장하지 않는다.
또한, 소설 《수호전》에 등장하는 인물인 관승(關勝)이 사용하는 무기이기도 하며, 이는 관승이 관우의 후손이라는 일종의 상징이기도 하다.

## 같이 보기
- 언월도
- 적토마
- 관우
- 관승